# Cheam Channy
Cheam Channy (en khmer : ជាម ច័ន្ទនី), né le 15 février 1961 et mort le 25 octobre 2018, est un homme politique cambodgien.

## Biographie
Membre du Parti Sam Rainsy (PSR), il est élu député pour la province de Battambang en 1998, puis réélu en 2003 dans la province de Kompong Cham.
Le 3 février 2005, l'Assemblée nationale retire l'immunité parlementaire de Channy, Sam Rainsy et Chea Poch. Ces derniers quittent le pays, au contraire de Channy, qui est arrêté par la police militaire. Soupçonné d'avoir créé une armée illégale au sein du PSR, il est accusé de crime organisé, de fraude et de désobéissance militaire. Il en appelle au prince Norodom Ranariddh, mais celui-ci refuse d'intervenir dans une affaire judiciaire.
Le procès se déroule le 8 août 2005. Channy plaide non coupable, mais le tribunal le condamne à sept ans d'emprisonnement. Amnesty International estime le procès inéquitable, affirmant qu'il a «échoué à produire la moindre preuve corroborant les accusations contre Cheam». L'organisme le considère comme un prisonnier d'opinion.
Le 2 février 2006, le roi Norodom Sihamoni réduit la sentence à trois ans d'emprisonnement, puis, quatre jours plus tard, émet un pardon complet et Channy est relâché. Il se représente lors des élections de 2008 et est réélu à l'Assemblée.
Il meurt d'une tumeur cérébrale qui s'est propagée au système digestif.